# Epoch (Marvel Comics)
Epoch è un personaggio dei fumetti pubblicati dalla Marvel Comics, è la figlia dell'entità cosmica Eon.

## Biografia

### Origini
Epoch nacque da un uovo contenuto nel ventre di suo padre Eon, ucciso da Quasar per impedire che il suo potere fosse rubato dal malvagio Maelstrom. Quando Thanos assalì il cadavere del padre, Epoch contattò telepaticamente Wendell perché giungesse a salvarla, riuscito nell'intento, l'eroe seguì le ultime volontà di Eon e prese la neonata entità sotto le sue cure.

### Infinity Gauntlet
Sotto le mentite spoglie di Eon, Epoch entra in contatto con il rinato Adam Warlock che la informa della conquista delle Gemme dell'Infinito da parte di Thanos. L'entità allora invoca il suo protettore, Quasar. I due partecipano ad un concilio di entità cosmiche, preoccupate dall'enorme potere di Thanos, e decidono di schierarsi dalla parte di Warlock. Nonostante il suo potere e la forza dei suoi alleati, Epoch è imprigionata dal folle titano. Un nuovo scontro, stavolta con la nipote di Thanos, Nebula, non ha esito migliore e solo l'intervento dello stregone dorato le dona la libertà. Sempre vestendo i panni di suo padre, partecipa al processo contro Adam Warlock, durante il quale il Tribunale Vivente stabilisce che le gemme devono essere separate.

### Al servizio di Quasar
Il sodalizio con il suo salvatore diventa sempre più forte. Epoch esamina, su richiesta di Wendell, i legami di una sua impiegata con Dragoluna; corre in suo soccorso dopo un combattimento contro la Guardia Imperiale Shi'ar; investiga per lui sulla scomparsa di miliardi di anime Kree; lo consiglia durante la lotta contro Anomalia; ricerca informazioni utili sul Nullificatore Assoluto presso l'Università Rus, dove acquisisce forma umanoide e lo aiuta a cercare l'ex fidanzata Kayla Ballantine. Inoltre, quando la Federazione Charter contatta l'eroe, Epoch si informa sulle credenziali dell'organizzazione.

### La fine dell'Universo Marvel
Epoch è tra le entità convocate dal Tribunale Vivente per valutare la minaccia di Thanos, impadronitosi del Cuore dell'Infinito, inoltre, partecipa alla battaglia finale contro il titano.

## Poteri e abilità
Epoch è la guardiana della consapevolezza cosmica, questo la rende padrona di tutte le conoscenze dell'Universo, tuttavia, le serve tempo per applicarle ad uno specifico problema. Può volare, teleportarsi e comunicare con la telepatia, la sua potenza appare virtualmente infinita.